# Palauastrea
Genre
Palauastrea est un genre de scléractiniaires (coraux durs), de la famille des Astrocoeniidae ou de la famille des Pocilloporidae.

## Liste d'espèces
Selon World Register of Marine Species (12 juillet 2015), Palauastrea ne comprend que l'espèce suivante :
- Palauastrea ramosa Yabe & Sugiyama, 1941